# Adam Herbert
Adam Herbert (* 14. Juli 1887 in Groß-Gerau; † 2. September 1976 in Wiesbaden) war ein deutscher Apotheker, Unternehmer und Mäzen der Stadt Wiesbaden.
Nach dem Besuch des Gymnasiums in Darmstadt studierte Herbert an der Universität München Pharmakologie. Zurückgekehrt in seine Heimatstadt gründete er dort zunächst ein pharmazeutisches Laboratorium und später in Wallau eine Apotheke. Schließlich ließ er sich 1927 in Bierstadt, einem Vorort Wiesbadens, nieder und baute dort mit selbstentwickelten Wirkstoffen ein Pharmaunternehmen auf. Sein unternehmerischen Geschick führte 1932 zur Errichtung eines Zweigwerks in Argentinien.
Einen Teil des erwirtschafteten Vermögens setzte er nachhaltig zur städtebaulichen Verschönerung Wiesbadens ein. Mit Hilfe einer Spende von 152.000 Reichsmark wurde 1937 auf dem brachliegenden Gelände des ehemaligen Taunusbahnhofs durch den Wiesbadener Gartenarchitekten Wilhelm Hirsch eine Parkanlage, die nach ihm benannten Herbert-Anlagen, geschaffen. 1958 stiftete er vor den neu errichteten Rhein-Main-Hallen den Dianabrunnen, für den seine Enkelin Ursula Altenheimer Modell stand. In Anerkennung seiner Förderungen ernannte ihn die Stadt Wiesbaden 1962 zu ihrem Ehrenbürger.
Seinen Lebensabend verbrachte Herbert auf dem Hof zu Hausen in Eisenbach, den er bereits 1928 erworben hatte. Nach seinem Tod wurde er auf dem Friedhof von Bierstadt beigesetzt.